# Новогупаловка (Вольнянский район)
Новогу́паловка (укр. Новогупалівка) — село,
Новогупаловский сельский совет,
Вольнянский район,
Запорожская область,
Украина.
Код КОАТУУ — 2321585601. Население по переписи 2001 года составляло 1144 человека.
Является административным центром Новогупаловского сельского совета, в который, кроме того, входят сёла
Аграфеновка,
Казаковское,
Александровское и
Акимовское.

## Географическое положение
Село Новогупаловка находится на берегу небольшой речушки, притока реки Вольнянка,
выше по течению на расстоянии в 0,5 км расположено село Казаковское,
ниже по течению на расстоянии в 2 км расположено село Грозное.
Рядом проходит железная дорога, станция Новогуполовка в 3-х км.

## История
- 1770 год — дата основания как село Вербовая.
- В 1819 году переименовано в село Новогупаловка.

## Объекты социальной сферы
- Школа.
- Детский сад.
- Дом культуры.
- Бібліотека.
- Фельдшерско-акушерский пункт.

## Достопримечательности
- Братская могила советских воинов.